# August Ernst von Schöning
August Ernst von Schöning, auch von Schöning-Ueckerhoff (* 30. November 1745 in Ückerhof, Kreis Pyritz; † 24. März 1807 in Stargard in Pommern) war ein preußischer Landrat.

## Leben und Leistungen
Er war der älteste Sohn des Gutsbesitzers Ernst Siegmund von Schöning (* 1699; † 1778) und dessen Gemahlin, einer geborenen von Papstein aus dem Hause Pumptow. Die Familie von Schöning gehört zu den ältesten pommerschen Adelsgeschlechtern. Er erhielt zunächst Privatunterricht zu Hause, besuchte dann die Schule in Berlin und studierte anschließend Rechtswissenschaften an der Universität Halle. Im Jahre 1767 kehrte er nach Hause zurück und unterstützte seinen Vater bei der Bewirtschaftung seiner Güter.
Im Jahre 1777 heiratete er Friedrike Amalie von Papstein aus dem Hause Blumberg. Im Jahre 1783 wurde er nach dem Tode des Landrates Joachim Abraham von Oesterling zum Landrat des Kreises Pyritz gewählt und vom König ernannt. 
Das Ehepaar hatte vier Töchter und zwei Söhne. Der Sohn August Peter von Schöning (1780–1858) wurde 1804 sein Nachfolger als Landrat; die Familie hatte dieses Amt fast ununterbrochen bis 1875 inne. Die älteste Tochter Carolina heiratete Karl von Steinaecker, Landrat des Greifenhagener Kreises.
Schöning gelang es, seinen Grundbesitz zu vermehren. Zu den ererbten Gütern Ückerhof (Schreibweise auch Ückerhoff oder Ueckerhoff), Suckow an der Plöne, Muscherin, Sallentin, Hasselbusch und Barnimscunow kaufte er 1790 das Gut Streesen, das er aber bereits im Jahre 1795 wieder zurückverkaufte, und 1797 das Gut Megow.
August Ernst von Schöning starb am 24. März 1807 in Stargard in Pommern.